# Laut & Leise
Laut & Leise ist das dritte Album der Rapperin Pyranja. Es erschien am 10. Februar 2006. Einzige Single-Auskopplung war Nie wieder, die Platz 87 der Charts erreichte.

## Entstehung
Das Album entstand ohne feste Planung. Im September 2005 hatte Pyranja einen Anruf von ProSieben erhalten, bei dem sie gefragt wurde, ob sie beim seit 2005 von Stefan Raab initiierten Bundesvision Song Contest 2006 ihr Heimatland Mecklenburg-Vorpommern vertreten möchte. Die Rapperin war der Meinung, dass eine Single zu wenig zur Promotion sei. Das Stück, mit dem sie antreten sollte, lautete Nie wieder.
Die Produktionsfirma Brainpool, die unter anderem für ProSieben zuständig ist, machte ihre Entscheidung, die Künstlerin für den Wettbewerb zuzulassen, letztendlich von der entsprechenden Single abhängig, obwohl die Auswahl an Künstlern aus dem Bundesland eher gering war. Nachdem die Single fertig war, sagte die Firma im November selben Jahres schließlich zu.
Zunächst sollten Alphabeatz die Produktion übernehmen, die jedoch mit ihrem Studio gerade umzogen. Aus diesem Grund übernahm dies aus Zeitgründen Roman Preylowski. Die Lieder und die Aufnahmen entstanden aufgrund der erwähnten Umstände in relativ kurzer Zeit: In den Monaten Oktober und November wurden die Stücke geschrieben, im Dezember fanden innerhalb von zwei Wochen die Aufnahmen statt. Pyranja wollte, dass es fertiggestellt ist, bevor sie bei Raabs Sendung TV total zu Gast war, in der jeder Teilnehmer des Wettbewerbs zuvor vorgestellt wurde. Mit dem eigenen Anspruch, trotz der kurzen zur Verfügung stehenden Zeit ein qualitativ gutes Album zu machen, bei dem eine künstlerische Weiterentwicklung zu sehen sei, stand sie außerdem zusätzlich unter Druck.
Der Bundesvision Song Contest selber fand am 9. Februar 2006 in der hessischen Stadt Wetzlar statt, da ein Jahr zuvor die aus Hessen stammende Band Juli den Wettbewerb gewonnen hatte. Pyranja erreichte mit insgesamt 50 Punkten den achten Platz, was bis dahin sowohl die höchste Punktzahl als auch die beste Platzierung des Bundeslandes bei einem Bundesvision Song Contest darstellte.

## Texte

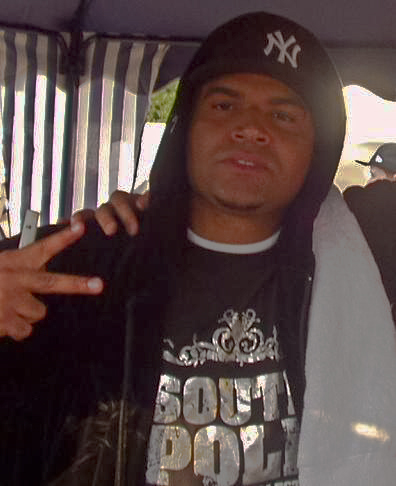
Olli Banjo, vertreten auf Nur so, spielte außerdem die E-Gitarre auf Nie wieder

Der Album-Titel Laut & Leise ist einer Textzeile aus Männer & Jungs („Pyranja bleibt die Nummer eins, egal ob laut oder leise.“) entnommen. Gastbeiträge auf dem Album kommen unter anderem von Olli Banjo (Nur so), Dra-Q (Brennpunkt) und Schivv (True Romance). Textlich fiel das Album etwas vielfältiger und persönlicher aus als Pyranjas vorherige Alben. So sind beispielsweise auf Laut & Leise Stücke vertreten, die dem Battle-Rap zuzuordnen sind (Fiese Panzer, Männer & Jungs, Nur so).

### Autobiografisches
In Auf & ab rappt Pyranja über die bisherigen Höhen und Tiefen ihrer Karriere. Dabei beginnt sie damit, wie diese Mitte der neunziger Jahre begonnen hatte und wie sie ihre eigene Plattenfirma gegründet hatte; gleichzeitig thematisiert sie ihre Erfahrungen („Doch wenn die Welt mal an dir zweifelt, musst du lernen, sie zu lieben. Deswegen halt ich den Kopf nach oben, hör nicht auf, an mich zu glauben. Ich muss bei allen, was ich tu, nur meinem Bauch vertrauen.“)
Vom Ossi zum Star setzt sich ironisch mit ihrer ostdeutschen Herkunft auseinander („Ich hab schiefe Zähne und ’n dicken Arsch.“) und bedient sich dabei Stereotype, wonach die dortigen Einwohner durchschnittlich einen geringeren sozialen Status haben, und stellt ihren bereits erlangten Bekanntheitsgrad als Kontrast gegenüber. MV (Abkürzung für Mecklenburg-Vorpommern) ist eine Art Ode an ihre Heimat, gleichzeitig stellt es eine Art „Bewerbelied“ für den Bundesvision Song Contest dar. Ich wollte handelt von ihren bisherigen Träumen im Leben („Ich wollte die Welt retten. Es war alles geplant. Doch es kam immer was dazwischen bis zum heutigen Tag. Ich wollt zum Mond fliegen und die Sterne berühren und ich wollte wie ein Komet in der Atmosphäre verglühen.“), die sich jedoch meistens nicht erfüllt haben und wieder verworfen wurden („Ich wollte alles, doch ich hab’s nicht gefunden, aber ich bin von ganz allein ins kalte Wasser gesprungen. Ich wollt von unten nach oben und deshalb hörst du mich jetzt, denn alles, was ich jemals durchgezogen habe, war Rap.“)
In 1929 erzählt sie von ihrem Großvater und seiner schweren Zeit im Zweiten Weltkrieg. Dieser war ein Jahr vor Erscheinen des Albums gestorben, was ihr sehr zugesetzt hatte. Während sie das Konzept für dieses Stück bereits im Kopf hatte, fiel es ihr dagegen sehr schwer, den Text nieder zu schreiben, da dieser eine wahre Geschichte erzählt. Bei der entsprechenden Aufnahme hatte die Rapperin demnach Tränen in den Augen. Eigenen Angaben zufolge handelt es sich deshalb auf dem ganzen Album um das einzige Lied, das sie nicht anhören kann, obwohl sie es nicht bereut, es geschrieben zu haben.

### Liebe
Das Stück „Nie wieder“ erschien auf der Single in einer anderen Version als auf dem Album; die Albumversion fiel etwas länger aus, unter anderem wurde sie um ein Klavier-Intro erweitert. Musikalisch tendiert es mit seiner zum Teil sehr harten E-Gitarre, die von Olli Banjo gespielt wird, stark zum Crossover. Die Gitarre war zunächst mit Synthesizern aufgenommen worden, jedoch war Pyranja – genau wie alle anderen, die an den Aufnahmen beteiligt gewesen waren – der Meinung, dass diese Variante zu sehr nach Pop klänge. Der Refrain wird von Larissa Lindo gesungen, die jedoch nicht offiziell als Feature aufgeführt ist. Im Text geht es um eine zerbrochene Liebe, die in Wirklichkeit nie eine richtige war („Ich leg die Karten auf den Tisch. Ich hab dich nie richtig geliebt.“)
Darüber hinaus ist dasselbe Lied im sogenannten Greg Danielz Remix am Ende der Platte enthalten, der am Schluss durch eine Rapstrophe von Kimoe ergänzt wird, in der dieser die Rolle des verschmähten Liebhabers übernimmt („Glaub mir, ich wollt nicht, dass das alles mal so enden wird“). Von den beiden anderen Versionen unterscheidet er sich vor allem durch die fehlenden E-Gitarren, einem veränderten Klavierriff und eine deutlich melancholischere Atmosphäre.
Wenn du wüsstest handelt von einer heimlichen Leidenschaft von einem nicht genannten Gegenüber, wobei sie im Refrain die Textzeile „Und wenn du gehst, komm zurück. Du mich machen verrückt.“ bewusst mit osteuropäischem Akzent vorträgt und beim Wort „verrückt“ das R rollt; ebenso ist der grammatikalische Fehler des Satzes „Du mich machen verrückt“ gewollt, um den Akzent zusätzlich zu unterstreichen.
True Romance, ein Duett mit Schivv, setzt sich mit Liebeskummer auseinander (Früher konnten wir oft stundenlang reden. Jetzt schweigen wir uns an und haben nix mehr zu erzählen. Ich hab dir mehr als meine Liebe gegeben. Heute bin ich nur noch deine riesengroße Krise im Leben. Es gab keinen Grund für mich, dich wiederzusehen.)

## Illustration
Das Cover sowie die restlichen Fotos stammen von der Fotografin Katja Kuhl. Auf ersterem ist die Künstlerin mit einer gelben Baseball-Kappe, rosafarbenen Kapuzen-Pullover und – vom Betrachter aus – nach schräg-rechts gewendetem Kopf zu sehen. Auf der unteren Bildhälfte steht in weißen, abgerundeten Druckbuchstaben, die entfernt an Schreibschrift erinnern und teilweise „abgekratzt“ erscheinen, der Name der Rapperin. Darunter befindet sich in gelber, deutlich kleinerer Schrift der Albumtitel sowie die Spieldauer der CD.
Die dominierende Hintergrundfarbe des Booklets ist schwarz, im Hintergrund sind vereinzelt Scheinwerferlichter zu sehen. In der Mitte des Booklets finden sich Anmerkungen zu den Stücken.